# Amaral (Name)
Amaral ist ein portugiesischer Familienname.

## Herkunft und Bedeutung
Amaral ist eine portugiesische Rebsorte (Amaral, Azal Tinto) und wahrscheinlich ein indirekter Berufsname für einen Winzer, der auf Amaral spezialisiert ist.

## Namensträger

### Familienname
- Afrânio Pompílio Gastos do Amaral (1894–1982), brasilianischer Zoologe
- Agueda Amaral (* 1972), osttimoresische Marathonläuferin
- Alexandre Gonçalves do Amaral (1906–2002), brasilianischer Geistlicher, Erzbischof von Uberaba
- Aloísio Ariovaldo Amaral (1919–1994), brasilianischer Ordensgeistlicher, Bischof von Campanha
- Amadeu Amaral (1875–1929), brasilianischer Dichter, Romanist, Lusitanist und Dialektologe
- Ana Luísa Amaral (1956–2022), portugiesische Poetin, Literaturwissenschaftlerin und Übersetzerin
- André do Amaral († 1522), Großkanzler des Johanniterordens
- Antônio Amaral Filho (* 1921), brasilianischer Schwimmer
- Arão Noé da Costa Amaral (* 1955), osttimoresischer Politiker
- Armindo Moniz Amaral (* 1991), osttimoresischer Jurist und Dozent
- Augusto da Conceição Amaral, osttimoresischer Politiker
- Casemiro do Amaral (1892–1939), brasilianischer Fußballspieler
- Cleide Amaral (* 1967), brasilianische Sprinterin
- Clementino dos Reis Amaral († 2020), osttimoresischer Politiker
- Cristiano Robert do Amaral (* 2001), brasilianischer Fußballspieler
- Darío Amaral (* 1932), brasilianischer Fechter
- Demétrio do Amaral de Carvalho (* 1966), osttimoresischer Umweltaktivist
- Dante Guimarães Amaral (* 1980), brasilianischer Volleyballspieler
- Edgar Ferreira do Amaral (1894–1978), brasilianischer General
- Edvaldo Gonçalves Amaral (* 1927), brasilianischer Geistlicher, Erzbischof von Maceió
- Élia António de Araújo dos Reis Amaral, osttimoresische Politikerin
- Elsa Amaral (* 1966), portugiesische Leichtathletin
- Eva Amaral (* 1972), spanische Sängerin, siehe Amaral (Band)
- Felisberto Sebastião da Graca Amaral (Gilberto; * 1982), angolanischer Fußballspieler
- Fernando Pinto do Amaral (* 1960), portugiesischer Schriftsteller, Philologe und Hochschullehrer
- Francisco do Borja Pereira do Amaral (1898–1989), brasilianischer Geistlicher, Bischof von Taubaté
- Francisco Joaquim Ferreira do Amaral (1843–1923), portugiesischer Militär und Politiker
- Francisco Keil do Amaral (1910–1975), portugiesischer Architekt und Fotograf
- Francisco Xavier do Amaral (1937–2012), osttimoresischer Politiker
- Gaia Bermani Amaral (* 1980), brasilianisch-italienische Schauspielerin, Model und Fernsehmoderatorin
- Gilson do Amaral (* 1984), brasilianischer Fußballspieler
- Iago Amaral Borduchi (* 1997), brasilianischer Fußballspieler, siehe Iago (Fußballspieler, 1997)
- Ilídio do Amaral (1926–2017), portugiesischer Geograph
- Isabel Amaral Guterres (* 1958), osttimoresische Politikerin, siehe Isabel Guterres
- Jaime Camacho Amaral (1950–1975), osttimoresischer Freiheitskämpfer
- Jaime García Amaral (* 1950), mexikanischer Diplomat
- Joana Veneranda Amaral, osttimoresische Diplomatin
- João da Matha de Andrade e Amaral (1898–1954), brasilianischer Geistlicher, Bischof von Niterói
- Joaquim Amaral (* 1968), osttimoresischer Politiker
- Joaquim Bonifácio do Amaral (1815–1884), brasilianischer Politiker und Unternehmer
- José Amaral (Aktivist) (1936–nach 1994), osttimoresischer Unabhängigkeitsaktivist
- José Manuel Núñez Amaral (1889–1977), mexikanischer Militär und Fußballfunktionär
- José Rodrigues Coelho do Amaral (1808–1873), portugiesischer Offizier, Kolonialadministrator und Politiker
- José Selva e Amaral (1886–1956), italienischer Geistlicher, Prälat von Registro do Araguaia
- Leão Pedro dos Reis Amaral (1917–2008), osttimoresischer Politiker
- Luis do Amaral Mousinho (1912–1962), brasilianischer Geistlicher, Erzbischof von Ribeirão Preto
- Manuel Tomas Amaral de Carvalho, osttimoresischer Politiker
- Maria Amaral (* 1937), brasilianische Sportschützin
- Marina Amaral (* 1994), brasilianische Coloristin
- Marlúcia do Amaral (* 1977), brasilianisch-deutsche Tänzerin und Tanzpädagogin
- Miguel Amaral (* 1954), portugiesischer Unternehmer und Autorennfahrer
- Moisés da Costa Amaral (1938–1989), osttimoresischer Politiker
- Norberto do Amaral (* 1956), osttimoresischer Geistlicher, Bischof von Maliana
- Ovídio Amaral (1958–2014), osttimoresischer Politiker
- Olga de Amaral (* 1932), kolumbianische Malerin und Textilkünstlerin
- Paulo Amaral (1923–2008), brasilianischer Fußballspieler und -trainer
- Roberto Belo Amaral Soares (* 2002), osttimoresischer Leichtathlet
- Rodrigo Amaral (* 1997), uruguayischer Fußballspieler
- Rosa Amaral (* 1980), angolanische Handballspielerin
- Saul Salvador Amaral (* 1986), osttimoresischer Politiker
- Sérgio Silva Amaral (1944–2023), brasilianischer Politiker und Diplomat
- Silvino Gurgel do Amaral (1874–1961), brasilianischer Diplomat
- Tabata Amaral (* 1993), brasilianische Astrophysikerin und Politikerin
- Tarsila do Amaral (1886–1973), brasilianische Künstlerin
- Teresa da Conceição Amaral (* 1969), osttimoresische Politikerin
- Tiago Amaral Sarmento, osttimoresischer Jurist und Politiker

### Sportlername
- Alexandre da Silva Mariano (* 1973), brasilianischer Fußballspieler
- Anderson Conrado (* 1978), brasilianischer Fußballspieler
- Antônio Cleílson da Silva Feitosa (* 1987), brasilianischer Fußballspieler
- António Jorge Rodrigues Amaral (* 1955), portugiesischer Fußballspieler und -trainer
- Carlos Rafael do Amaral (* 1983), brasilianischer Fußballspieler
- João Justino Amaral dos Santos (1954–2024), brasilianischer Fußballspieler
- Wagner Pereira Cardozo (* 1966), brasilianischer Fußballspieler
- Willian José de Souza (* 1986), brasilianischer Fußballspieler